# Котацу

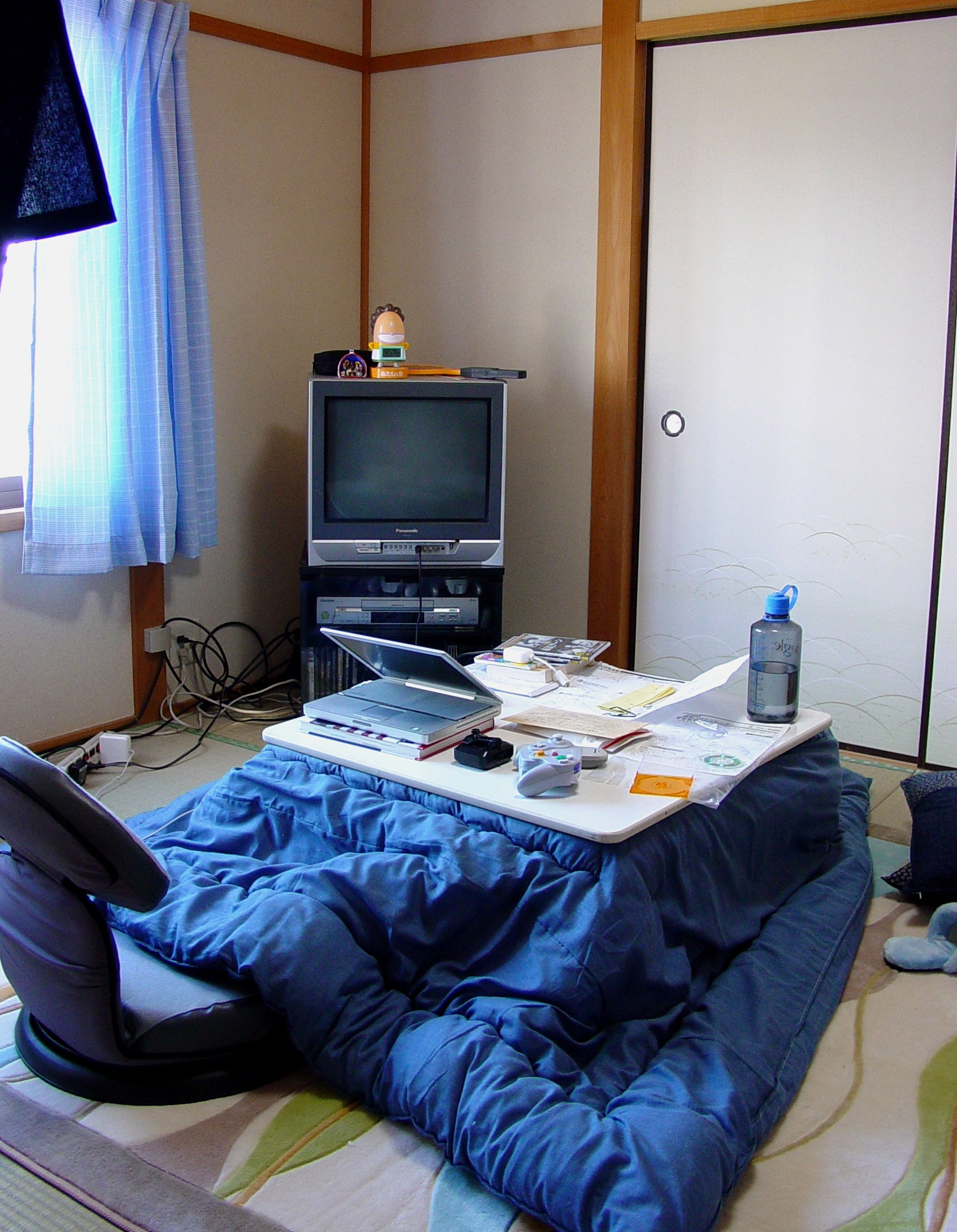
Современный котацу в Японии

Котацу (яп. 炬燵) — традиционный японский предмет мебели, низкий деревянный каркас стола, накрытый японским матрацем футоном или тяжёлым одеялом, на который сверху положена столешница. Под одеялом располагается источник тепла, часто встроенный в стол.

## Типы
Существует два основных типа котацу, используемых в Японии в настоящее время, которые отличаются источником тепла:
- Электрический — более современный тип котацу, который включает стол с электрическим нагревателем, прикреплённым к нижней стороне стола. Такой котацу обычно ставится на тонкий футон. Вторым, более тонким, футоном накрывают стол, а сверху ставят столешницу.
- Угольный — традиционный тип, который устанавливается в специальную нишу глубиной примерно 40 сантиметров, в полу или стенках которой размещается угольный нагреватель. Нагреватель также может быть прикреплён к столу, как в современных котацу.

Тем не менее источником тепла может служить всё что угодно: от водяных грелок «ютампо» до сложенных в специальный ящик нагретых камней.

## Использование
Обычно люди садятся на специальные подушки «дзабутон» вокруг котацу и накрывают ноги или даже всё туловище одеялом. Хотя под одеяло, как правило, помещают только нижнюю часть тела, это позволяет чувствовать себя комфортно даже в неотапливаемом помещении. Летом одеяло может быть убрано, и тогда котацу может использоваться как обычный стол.
Поскольку на большей части Японии зима мягкая и непродолжительная, большинство японских домов не имеет достаточной теплоизоляции, и температура в помещении зависит от температуры окружающей среды. Поэтому в холодное время года поддержание нормальной температуры в доме достаточно дорого. Котацу — относительно недорогой для жителей дома способ находиться в тепле зимой, так как одеяло изолирует небольшой объём тёплого воздуха.
Изначально котацу предназначалось для людей, носящих традиционную японскую одежду, поскольку в этом случае тёплый воздух проникает под полы и выходит через воротник, согревая таким образом всё тело.

## Отражение в культуре
Нобелевский лауреат по литературе писатель Ясунари Кавабата много раз упоминает котацу в своём романе «Снежная страна», иллюстрируя его использование в японском быту и значение в культуре.